# Aulularia
Aulularia je latinská divadelní hra, kterou sepsal římský dramatik Titus Maccius Plautus, česky se hra nazývá Komedie o hrnci. Pravděpodobný rok vzniku díla je 195 př. n. l.

## Děj
Euklio objeví poklad svého dědy a poté začne být podezíravý a bojí se, že mu chce někdo jeho zlato vzít. Poté, co jej Megadorus požádá o ruku jeho dcery, Euklio souhlasí za podmínky, že nebude své dceři dávat žádné věno. Euklidova dcera Fédria je však zamilovaná do Lykonida, s kterým čeká dítě. Před svatební hostinou dorazí Lykonides i se svým otrokem a snaží se svatbu Euklidovi rozmluvit. Lykonidův otrok mezitím ukradne zlato a vrátí se s ním zpět k Lykonidovi.
Zde děj z dochované části hry končí, pokračování se nezachovalo. Existují různé náměty konce této hry a to i v knižním vydání. Nejvýznamnější přepracování Plautovy Aulularie je Molièrův Lakomec z roku 1668.